# Spartan 8W Zeus
Spartan 8W (FBW-1) Zeus — американский лёгкий бомбардировщик разработанный в 1937 году компанией Spartan Aircraft Company. Предлагался ВВС США в качестве учебного.

## История
Spartan 8W Zeus явился попыткой фирмы выйти на рынок военных самолётов. Модель была предложена Авиационному корпусу Соединенных Штатов в качестве учебно-тренировочного самолёта, однако не вызвала интереса. Несмотря на отсутствие армейских заказов фирмой было выпущено 4 или 5 образцов, которые удалось продать Мексике и Китаю. В скором времени мексиканские самолёты были куплены Республиканской Испанией в ходе Гражданской войны нуждавшейся в пополнении авиационного парка. Но купленные машины не попали на фронт, так как транспорт их перевозивший был потоплен.

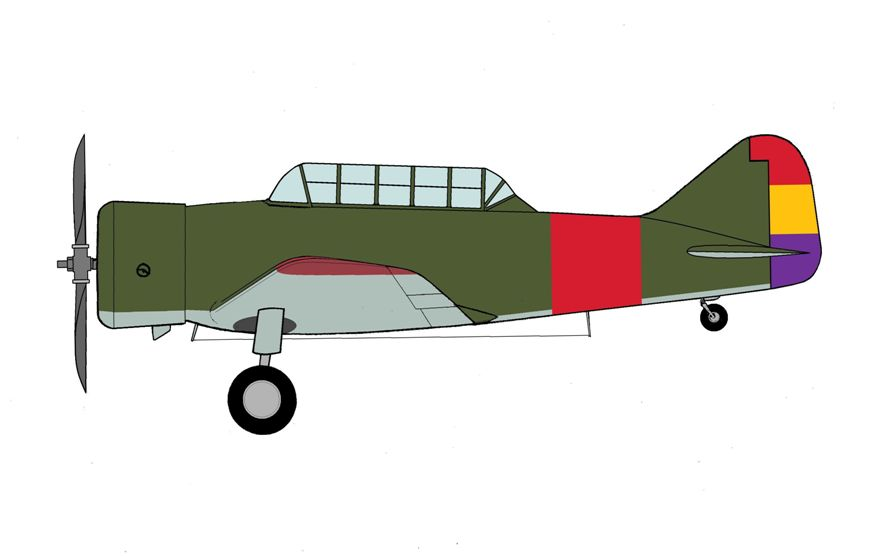
Spartan 8W Zeus ВВС Республиканской Испании

## Операторы
- — Мексика.
- — Военно-воздушные силы Китайской Республики.
- — ВВС Республиканской Испании

## Конструкция
В основу конструкции 8W Zeus была положена модель пассажирского самолёта Spartan 7W Executive выпускаемая серийно. Пассажирский салон был заменен двухместной кабиной с развитым остеклением, для двух членов экипажа, пилота и стрелка-бомбардира. Двигатель был заменён на более мощный  Pratt & Whitney Wasp series мощностью в 600 л.с. Вооружение состояло из двух крыльевых курсовых пулемётов, и одного подвижного для защиты задней полусферы. Бомбовое вооружение состояло из десяти 12 кг. бомб на подкрыльевых бомбодержателях.

### Технические характеристики
- Экипаж: 2 чел.
- Длина: 8,60 м
- Размах крыла: 11,90 м.
- Высота:
- Площадь крыла: 23,20 м²
- Профиль крыла:
- Масса пустого: 1223 кг
- Масса снаряжённого:  кг
- Нормальная взлётная масса:
- Максимальная взлётная масса: 2248 кг
- Двигатель ПД Pratt & Whitney Wasp
- Мощность: 1 x 600 л. с.

### Лётные характеристики
- Максимальная скорость: 277 км / ч
  - у земли:
  - на высоте м:
- Крейсерская скорость: 335 км / ч
- Практическая дальность: 1223 км
- Практический потолок: 8961 м
- Скороподъёмность: м/мин
- Нагрузка на крыло: кг/м²
- Тяговооружённость: Вт/кг
- Максимальная эксплуатационная перегрузка:

### Вооружение
- Пушечно-пулемётное:
  - 3× 7,62 мм пулемёта
- Бомбовая нагрузка:
  - до 120 кг. бомб [1]